# Findhorn
Findhorn (gaelico scozzese: Inbhir Èireann) è un villaggio scozzese nel Moray, sito sulla costa orientale della Baia di Findhorn a sud del Moray Firth.  Findhorn si trova a 5 km nordovest di Kinloss e circa 9 km dalla cittadina di Forres.
La Findhorn Foundation (Fondazione Findhorn), un ente di beneficenza e un annesso villaggio ecologico sono nell'area sud di Findhorn.

## Storia

### Stanziamento originale
L'attuale insediamento è il secondo villaggio a portare questo nome, poiché il villaggio originario, che era un miglio a nord-ovest della presente posizione, era stato inondato dal mare. Non si è trattato di una catastrofe improvvisa, ma di un graduale avanzamento del livello del mare con un conseguente graduale spostamento del villaggio dal sito iniziale tra la fine del XVII secolo e l'inizio del XVIII secolo. Alcuni autori (tra cui Graham) affermano che si tratti del terzo villaggio a portare questo nome, ritenendo forse erroneamente che la distruzione della vicina Barony of Culbin a causa di sabbie mobili, avvenuta nel XVII secolo, abbia determinato una precedente rilocazione.
Sebbene sicuramente sia di origine gaelica, la derivazione della parola "Findhorn" non è assolutamente chiara. Potrebbe trattarsi di un'alterazione di "Invererne", che significa "alla bocca del fiume Erne", o di "Fionn-Dearn", "il bianco fiume Dearn", o forse di "Fionn", semplicemente riferito alle sabbie bianche e alle onde che si infrangono e dominano la riva.

### Porto marittimo
Nel corso del XVII secolo Findhorn è stato il principale porto del Moray e c'era un regolare traffico di navi da e per tutti i porti del Mare del Nord e anche del Mare Baltico. Modifiche apportate alla stretta e bassa entrata alla baia crearono degli ostacoli alla navigazione e l'aumento delle dimensioni delle navi mercantili fecero calare il volume di traffici commerciali del villaggio.
La baia di Findhorn fu testimone di un breve episodio nel corso della Insurrezione giacobita nel 1745. Nel marzo 1746 il brigantino francese Le Bien Trouvé entrò nella baia con acqua di marea con dei dispacci per il principe Charles Edward Stuart, ma la sua ripartenza, con l'aiutante di campo del Principe a bordo, fu ritardata dall'arrivo di due Man-of-war britannici. Incapaci di entrare nella bassa baia, le due navi da guerra rimasero in attesa nel Moray Firth. In qualche modo il Le Bien Trouvé riuscì a uscire di soppiatto dalla baia e andar via in sicurezza sfruttando l'oscurità della notte. Il suo nome è richiamato nei nomi delle moderne barche di addestramento che hanno la loro base a Findhorn.

### Villaggio dei pescatori
Nel corso del XIX secolo la pesca era la principale attività. Durante l'alluvione del 1829, nota come The Muckle Spate, cinque barche da pesca di Findhorn salvarono gli abitanti di Forres. Per pochi anni (1860-9) arrivava al villaggio un ramo della linea ferroviaria per avvantaggiare la flotta da pesca di aringhe.

### Tempi moderni
L'inizio del XX secolo ha visto un declino nella pesca con le imbarcazioni zulu a due alberi progressivamente sostituite da navi più grandi. Alcune delle navi, temporaneamente arenate sulla sponda occidentale della baia mentre i loro equipaggi combattevano nella prima guerra mondiale, non furono mai più usate. I relitti sono ancora visibili con la bassa marea. L'industria ittica basata sulla pesca del salmone è stata in auge fino agli anni Ottanta, ma anche questa non è più attiva. Oggi Findhorn è un villaggio dormitorio e barche turistiche dominano gli ormeggi.
La Crown and Anchor Inn, fondata nel 1739, è la più antica struttura nel villaggio. Tra gli edifici degni di nota ci sono la Findhorn House, costruita nel 1775 e sede del Royal Findhorn Yacht Club, la Kimberley Inn, il James Milne Institute, la Universal Hall presso la Findhorn Foundation e la casa del ghiaccio Heritage Centre.

## Galleria d'immagini

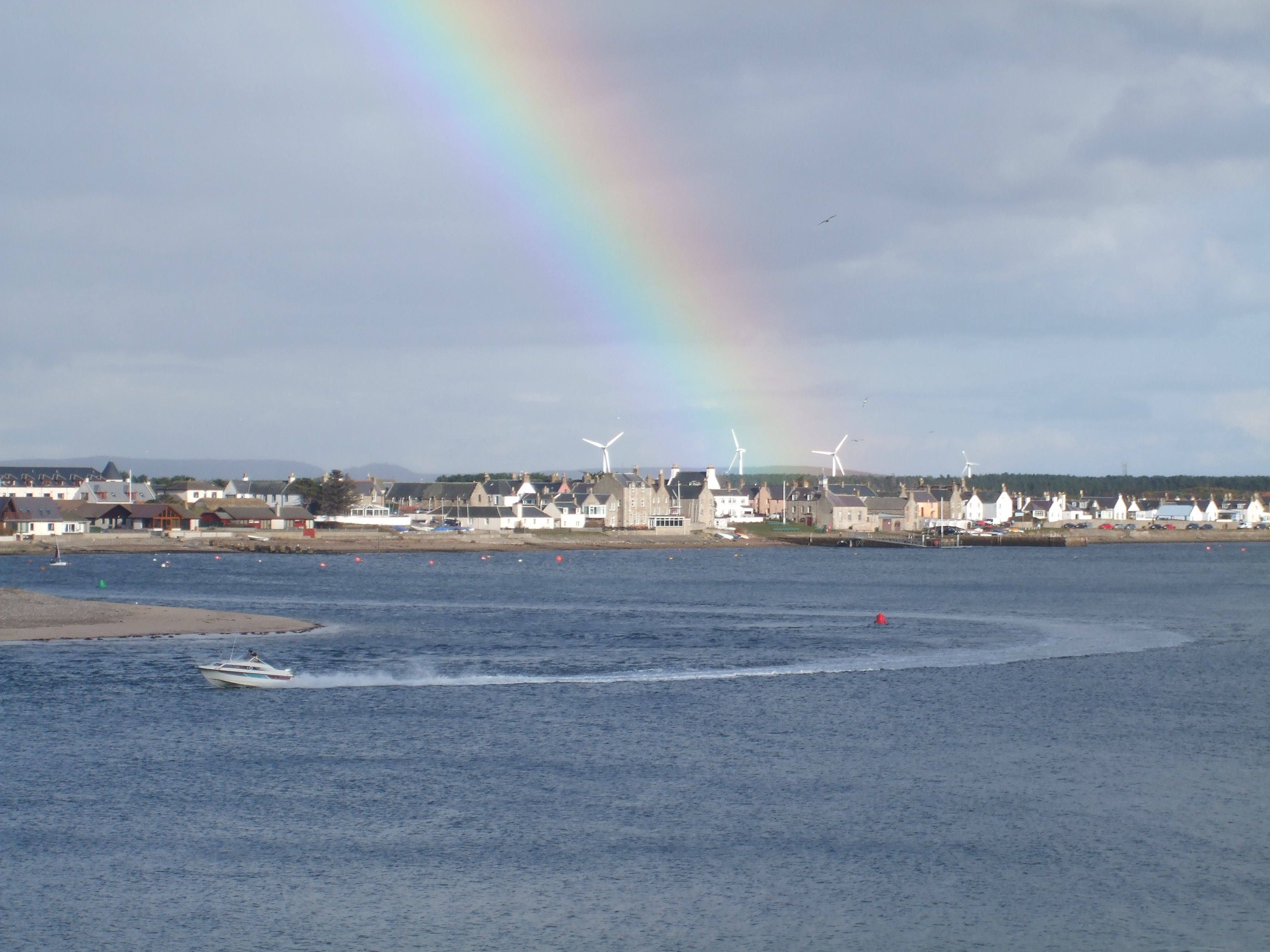
Veduta della baia di Findhorn dalla Foresta Culbin
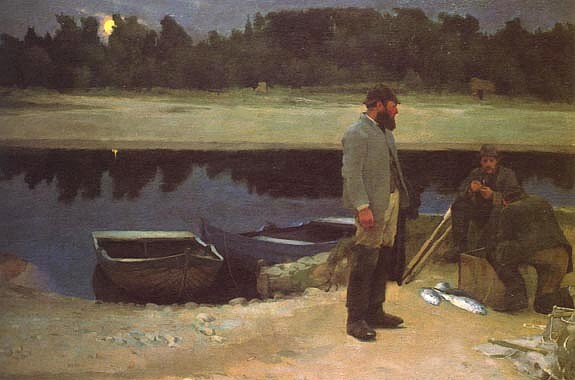
Presso Findhorn, dipinto di Alexander Mann (1886)
Spiaggia di Findhorn
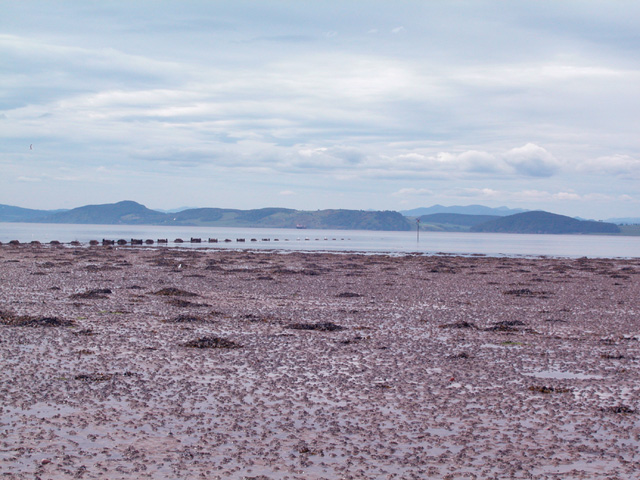
Veduta del Fiordo Moray
Veduta dal Porto
Antichi granai
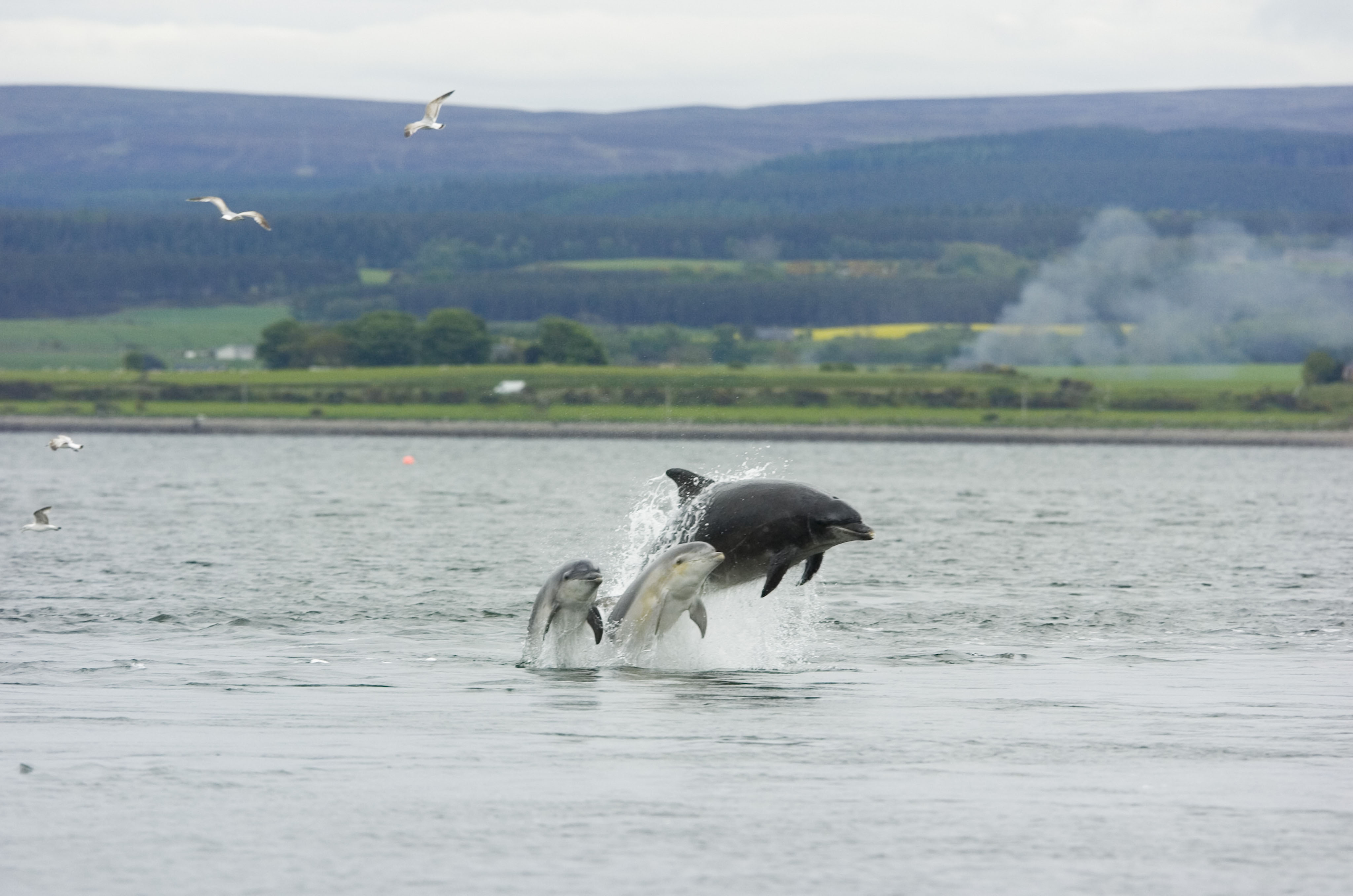
Delfino femmina con piccoli nel fiordo di Moray